# Baevskij rajon
Il Baevskij rajon (in russo Баевский район?) è un rajon del kraj dell'Altaj, nella Russia asiatica.